# Guts Over Fear
Guts Over Fear – singel amerykańskiego rapera Eminema oraz australijskiej wokalistki Sii wydany nakładem Shady, Aftermath oraz Interscope. Singel ukazał się 25 sierpnia 2014 i znalazł się na kompilacji Eminema Shady XV oraz na ścieżce dźwiękowej do filmu Bez litości.
Utwór został wyprodukowany przez Emile Haynie oraz Johna Hilla.

## Tło
Singel zadebiutował w zwiastunach do filmu Bez litości. „Guts Over Fear” zostało oficjalnie wydane 25 sierpnia 2014. Tego samego dnia Eminem ogłosił, że planuje wydać kompilację pod koniec roku. Singel jest drugim utworem powstałym ze współpracy Eminema i Sii. Pierwszym był „Beautiful Pain” z wersji deluxe The Marshall Mathers LP 2.

## Teledysk
Teledysk do singla ukazał się 24 listopada 2014 na oficjalnym kanale Eminema na YouTube. Był kręcony w Detroit w stanie Michigan.

## Odbiór komercyjny
„Guts Over Fear” zadebiutowało na 22. miejscu amerykańskiej listy Billboard Hot 100, sprzedając 134,328 kopii w pierwszym tygodniu.